# Gnathopalystes
Gnathopalystes is een geslacht van spinnen uit de  familie van de Sparassidae (jachtkrabspinnen).

## Soorten
- Gnathopalystes crucifer (Simon, 1880)
- Gnathopalystes ferox Rainbow, 1899
- Gnathopalystes ignicomus (L. Koch, 1875)
- Gnathopalystes kochi (Simon, 1880)
- Gnathopalystes nigriventer (Kulczynski, 1910)
- Gnathopalystes nigrocornutus (Merian, 1911)
- Gnathopalystes rutilans (Simon, 1899)
- Gnathopalystes taiwanensis Zhu & Tso, 2006